# Honezovice
Honezovice (en allemand : Honositz) est une commune du district de Plzeň-Sud, dans la région de Plzeň, en République tchèque. Sa population s'élevait à 263 habitants en 2022.

## Géographie
Honezovice se trouve à 8 km à l'ouest de Stod, à 26 km à l'ouest-sud-ouest de Plzeň et à 111 km à l'ouest-sud-ouest de Prague.
La commune est limitée par Skapce, Kostelec et Lochousice au nord, par Ves Touškov et Lisov à l'est, par Holýšov, Všekary, Čečovice et Bukovec au sud, et par Černovice et Velký Malahov à l'ouest.

## Histoire
La première mention écrite de la localité date de 1115.

## Administration
La commune se compose de deux sections :
- Honezovice
- Hradišťany

## Galerie

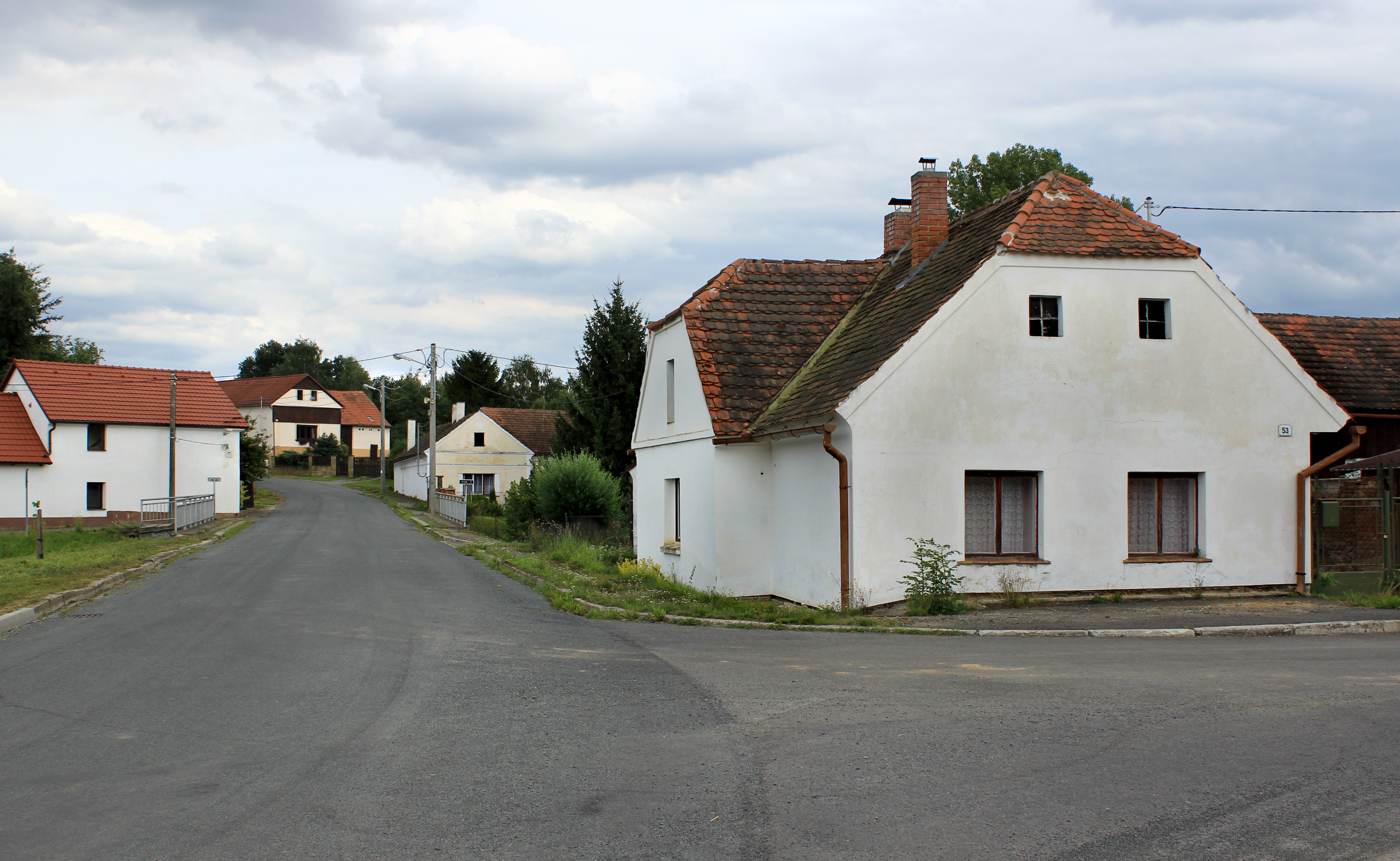
Route vers Lisov.
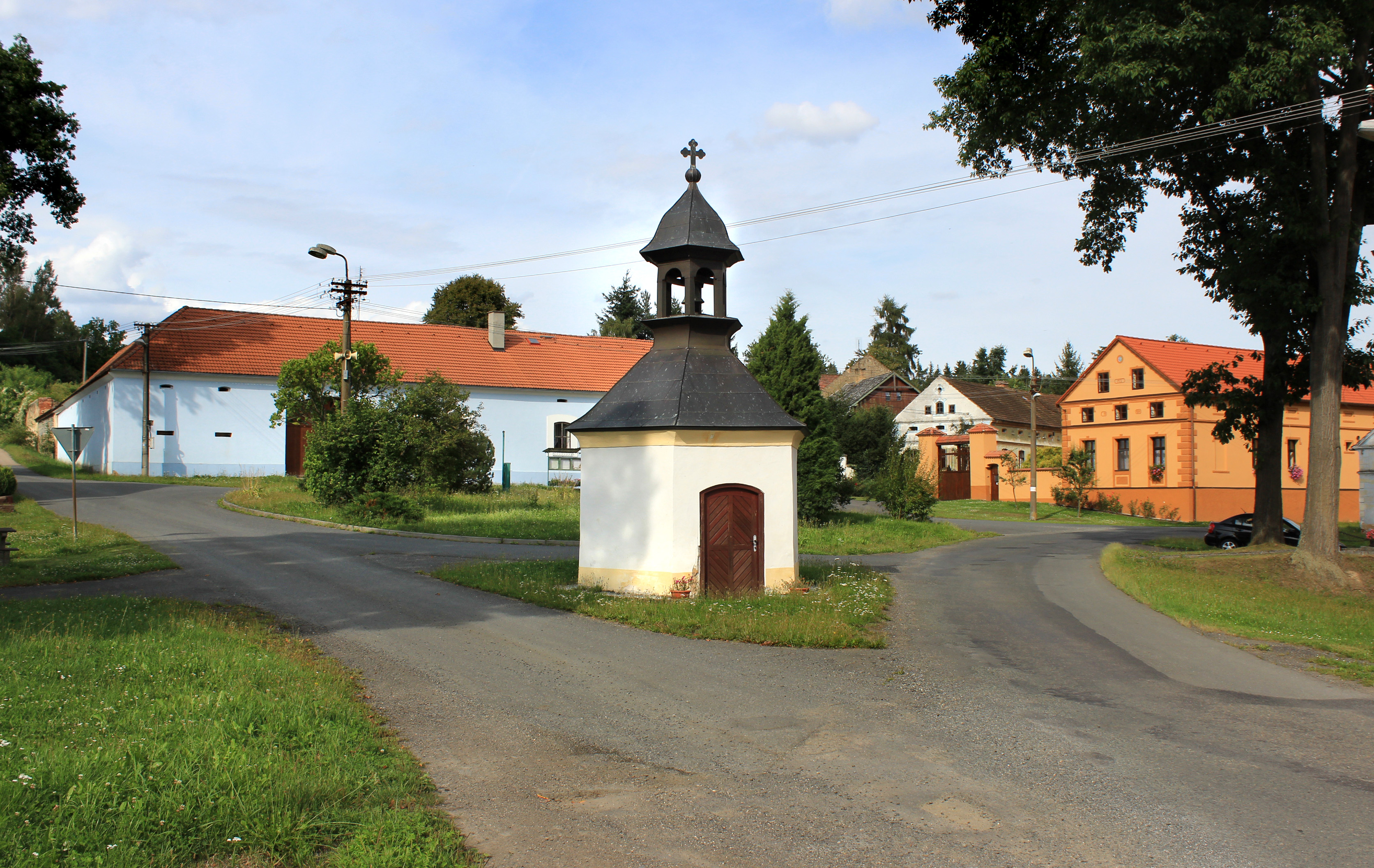
Chapelle à Hradišťany.

## Transports
Par la route, Honezovice se trouve à 11 km de Holýšov, à 31 km de Domažlice, à 29 km de Plzeň et à 122 km de Prague.